# Loxodromia

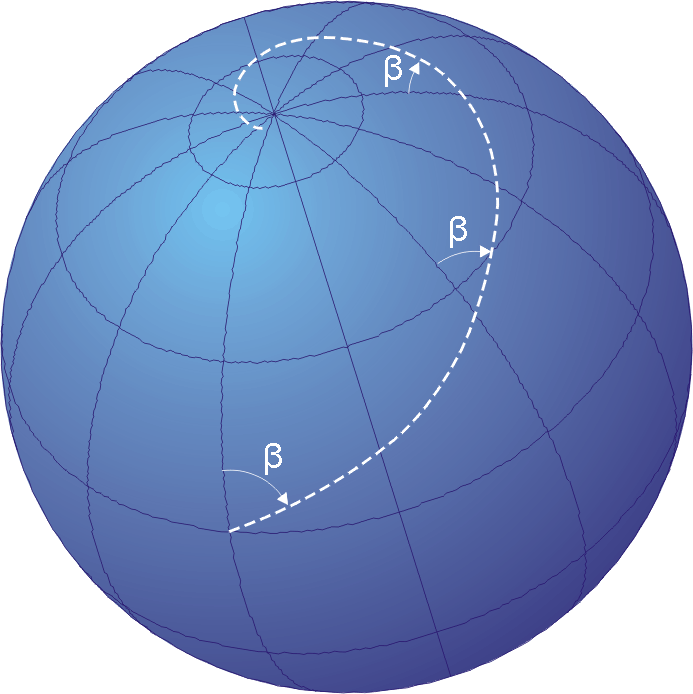
Loxodromia na esfera

Loxodromia ou loxódroma é a curva que, à superfície da Terra, faz um ângulo constante com todos os meridianos. Tal linha, cuja direcção geográfica (ou azimute) é constante com os meridianos, é resultado do erro original quando se quer resumir num plano o que está distribuído em vários. Trata-se de uma linha recta que, quando assente numa superfície esférica torsa (como o corte da casca de laranja) tem tendência para espiralar-se em direcção aos polos. Este facto foi pela primeira vez reconhecido pelo matemático português Pedro Nunes, no "Tratado em Defensam da Carta de Marear", incluído na sua obra O Tratado da Esfera, de 1537.
Muito embora não constitua o caminho mais curto entre dois pontos, a loxodromia é o tipo de trajecto mais simples e normalmente empregue em mapas rodoviários ou marítimos, desde que se avistem acidentes geográficos como referência. Seguir a loxodromia é como seguir numa rua contornando os quarteirões.
A razão está no facto da orientação dos navios e aeronaves se realizar com base nas cartas náuticas, fornecidas por projecções azimutais, bússolas magnéticas e giroscópicas sobre as coordenadas deformadas, que atendem o sentido de orientação da terra projetada num mapa plano.
O acréscimo de distância decorrente do emprego da loxodromia é normalmente desprezável em pequenos percursos, o que não acontece em longos trajectos em torno do planeta, quando se pretende seguir a projecção de Mercator do início ao fim da rota. O navegante que partir do Estreito de Magalhães em direcção à Austrália, por exemplo, se desprezar a ortodromia, corre o risco de cumprir a rota no mar do norte do Japão em vez de chegar ao sul, em águas da Nova Zelândia. Nestes casos, o trajecto planeado segundo a ortodromia é decomposto em pequenos segmentos de loxodromia - cada um dos quais com rumo corrigido até completar a jornada.
Na projecção de Mercator as loxodromias são representadas por segmentos de recta. 